# Hyaenidae

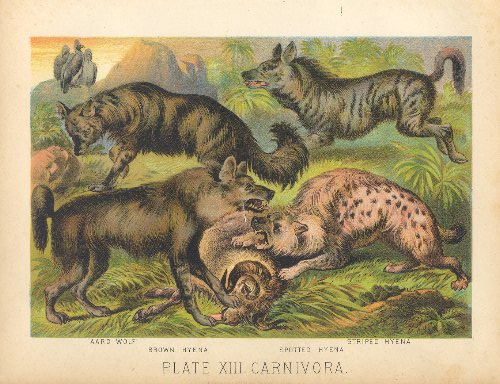
Grabado de 1880 con las cuatro especies de hiena.

Los hiénidos (Hyaenidae) son una familia de mamíferos carnívoros pertenecientes al suborden de los feliformes. Es la familia menos numerosa en su orden (formada por cuatro especies de hienas), y una de las más pequeñas dentro de los mamíferos. A pesar de su baja diversidad, las hienas son únicas y constituyen un componente vital para los ecosistemas de África y algunos de Asia.
Aunque filogenéticamente cercanos a félidos y vivérridos, la forma de ser y su morfología son similares a las de los cánidos en muchos aspectos (ver convergencia evolutiva); ambos —hienas y cánidos— carecen de locomoción arbórea (habilidad de trepar árboles) y son cazadores corredores que atrapan la presa con sus dientes en vez de sus garras. Los dos se alimentan rápidamente y pueden almacenar comida, tienen grandes pies callosos, embotados, uñas no retráctiles que están hechas para correr y cavar cuevas. De cualquier manera, el aseo de las hienas, aroma de marcado, apareamiento y modo de cría, son consistentes con otros feliformes. Aunque es comentado que son carroñeros cobardes y practican el cleptoparasitismo, las hienas, especialmente la hiena manchada, ocasionalmente caza por sí misma, y es conocido que espantan a leopardos o leones de sus presas muertas. Son primariamente animales nocturnos, pero se aventuran fuera de sus guaridas en las horas tempranas de la mañana. Con excepción de la muy sociable hiena manchada, no son animales gregarios, aunque viven en grupos familiares y se congregan para cazar. Una característica típica de las hienas son sus aullidos-ladridos generalmente nocturnos que se parecen a una risotada macabra humana; con estos gritos mantienen la cohesión de la manada y muy presumiblemente espantan a otros animales competidores en los mismos alimentos.
Los hiénidos surgieron en Eurasia durante el Mioceno de ancestros parecidos a vivérridos, y se desarrollaron en dos ramas distintas; hienas parecidas a perros con estructura ligera y las hienas robustas trituradoras de huesos. Aunque las hienas parecidas a perros prosperaron hace quince millones de años (con un taxón que colonizó América del Norte), desaparecieron después del cambio climático junto con la llegada de los cánidos a Eurasia. Del linaje de las hienas parecidas a perros solo sobrevivió el insectívoro lobo de tierra, mientras que las hienas trituradoras de huesos (cuyos miembros existentes son la hiena manchada, la hiena parda y la hiena rayada) se convirtieron en los principales carroñeros de Eurasia y África.

## Evolución

### Origen
Los hiénidos se originaron durante el Mioceno en Eurasia hace veintidós millones de años, cuando la mayor parte de las primeras especies de feliformes eran arbóreas. Sus primeros ancestros probablemente eran similares a la civeta de las palmeras rayada. Una de las primeras especies descubiertas, Plioviverrops, era un animal ágil, similar a una civeta, que habitó Eurasia hace entre veintidós y veinte millones de años; se le identificó como hiénido por la estructura del oído medio y la dentadura. El linaje de Plioviverrops prosperó y dio origen a descendientes con patas más largas y mandíbulas más puntiagudas, similar al aspecto tomado por los cánidos en América del Norte.

### Auge y desaparición de hiénidos similares a perros

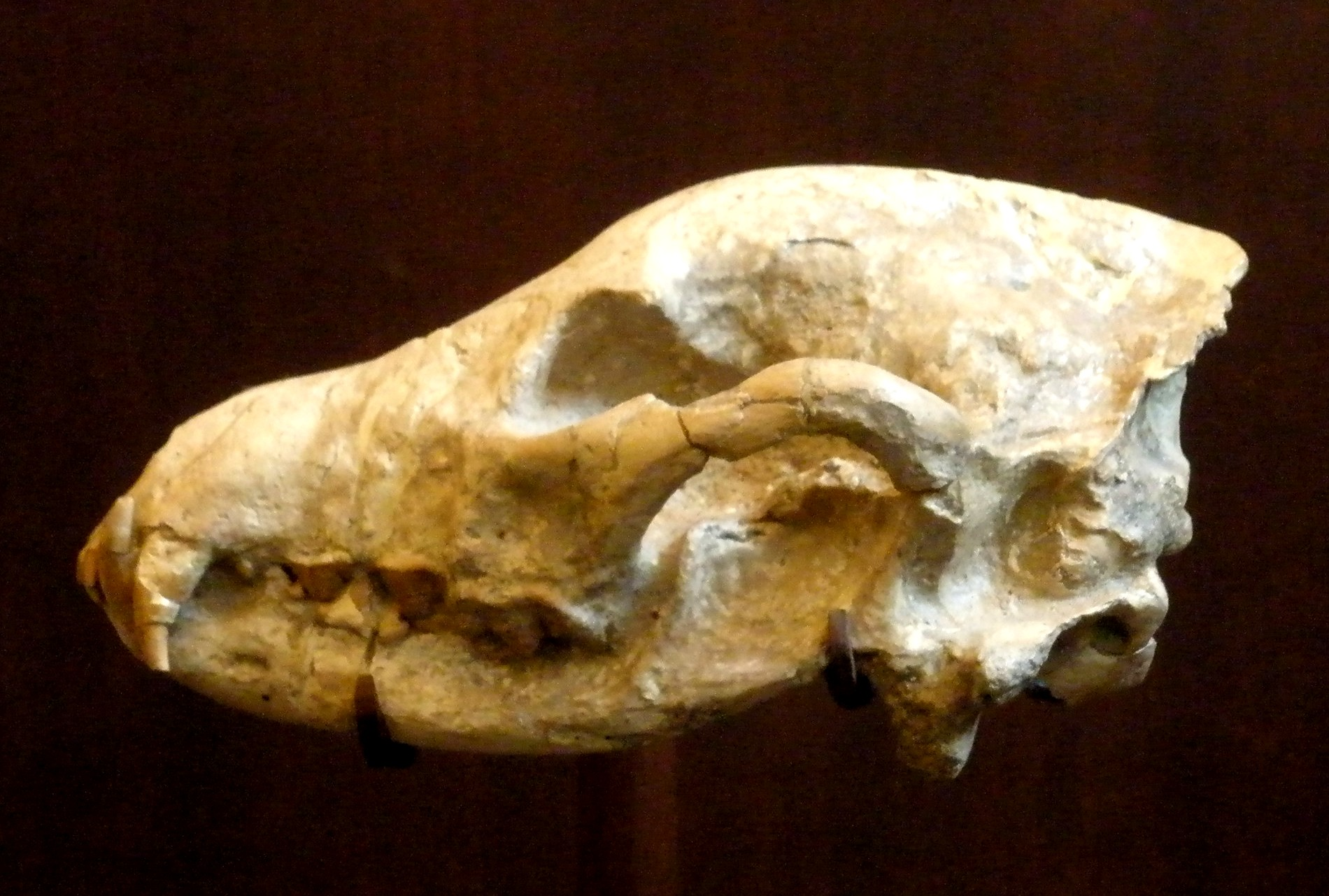
Cráneo de Ictitherium viverrinum, uno de los hiénidos similares a perros en el Museo Americano de Historia Natural.

Los descendientes de Plioviverrops alcanzaron su apogeo hace quince millones de años, con más de treinta especies identificadas. A diferencia de las especies modernas, que son trituradoras de hueso especializadas, estos hiénidos similares a perros tenían un cuerpo ágil, similar al de un lobo; entre las especies conocidas figura el Ictitherium viverrinum, que era similar a un chacal. Estos hiénidos fueron muy numerosos en algunos sitios fosilíferos del Mioceno; los restos de Ictitherium y especies relacionadas sobrepasaban en número a todos los otros carnívoros juntos. La desaparición de los hiénidos similares a perros empezó hace de cinco a siete millones de años, durante el periodo de cambio climático, y se exacerbó con el paso de los cánidos a Eurasia a través del estrecho de Bering. Una especie, la Chasmaporthetes ossifragus, sobrepasó exitosamente el puente terrestre a América del Norte, siendo el único hiénido en hacerlo. Chasmopothertes fue capaz de sobrevivir bastante tiempo en este nuevo hábitat dominado por los cánidos con hábitos corredores y trituradores de huesos, convirtiéndose en un veloz esprínter similar a un guepardo. Los últimos hiénidos similares a perros desaparecieron hace un millón y medio de años.

### Hiénidos trituradores de huesos
Desde hace diez a doce millones de años, la familia de los hiénidos se dividió en dos grupos: hiénidos parecidos a perros y hiénidos trituradores de huesos. La aparición de los ancestros de los trituradores de huesos coincide con el declive de la familia Percrocutidae, de apariencia similar pero no relacionada. Los hiénidos trituradores de huesos sobrevivieron al devastador cambio climático y al arribo de los cánidos que desplazaron a los hiénidos similares a perros, pero nunca cruzaron a América del Norte, ya que su nicho allí fue ocupado por la familia Borophaginae. Hace cinco millones de años los trituradores de huesos se transformaron en los carroñeros dominantes de Eurasia, alimentándose primariamente de cadáveres de grandes herbívoros abatidos por los dientes de sable. Un género, Pachycrocuta, era un megacarroñero, pesaba 200 kg y podía partir los huesos de un elefante. Con el declive de los grandes herbívoros hacia el final de la era de hielo, Pachycrocuta fue reemplazado por el más pequeño Crocuta.

### Surgimiento de los hiénidos modernos
El lobo de tierra puede trazar su linaje directamente de Plioviverrops 15 millones de años atrás, y es el único sobreviviente del linaje de los hiénidos parecidos a perros. Su éxito se atribuye parcialmente a su dieta insectívora, para la que no tuvo la competencia de los cánidos que venían de América del Norte. Su habilidad sin igual para digerir las excreciones de terpeno de las termitas soldado es una probable adaptación de un fuerte sistema digestivo usado para digerir carroña fétida por sus ancestros.

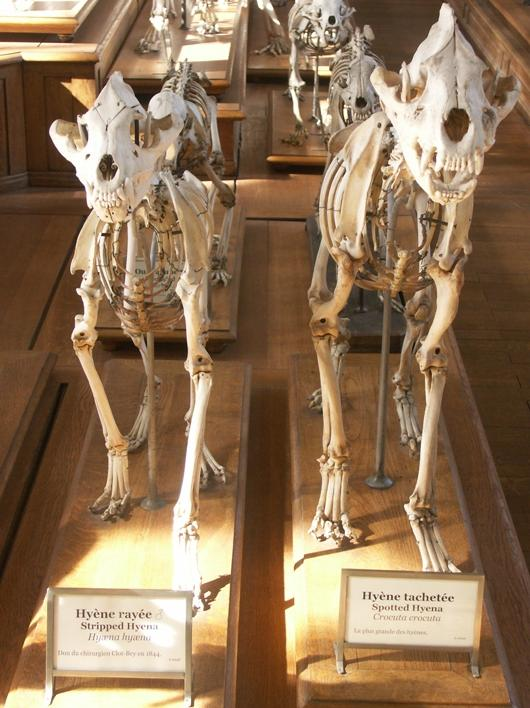
Esqueletos de una hiena rayada y una hiena manchada, dos especies de hienas trituradoras de huesos. Museo Nacional d'histoire naturelle.

La hiena rayada pudo haber evolucionado de H. namaquensis que existió en África durante el Plioceno. Los fósiles de hiena rayada son comunes en África, el registro fósil se remonta hasta mediados del Pleistoceno e incluso hasta el Villafranquiense (fase inicial del Pleistoceno). Debido a la no existencia de fósiles en la región del Mediterráneo, es probable que la especie haya poblado tardíamente Eurasia, extendiéndose posiblemente fuera de África después de la extinción de la hiena manchada en Asia hacia el final de la era de hielo. La hiena rayada vivió por un tiempo en Europa durante el Pleistoceno, distribuyéndose principalmente por Francia y Alemania. También se la encontró en Montmaurin, Hollabrunn Austria, en la cueva de Furninha en Portugal y en las cuevas Genista en Gibraltar. Las hienas europeas eran similares a las modernas, pero más grandes, y comparables en tamaño a las hienas marrones.
La hiena manchada se separó de las hienas rayadas y marrones hace diez millones de años. Su ancestro directo fue Crocuta sivalensis que existió en India y vivió durante el Villafranquiense. El ancestro de las hienas manchadas probablemente desarrolló comportamientos sociales debido al incremento en la presión de los rivales sobre la carroña, lo que les forzó a actuar en equipo. Las hienas manchadas evolucionaron una mandíbula con dientes carnasiales detrás de los premolares trituradores, por esto no necesitaban esperar a que las presas murieran, como en el caso de la hiena rayada y marrón, y por lo que se volvieron cazadores en manada además de carroñeros. Comenzaron a formar territorios cada vez más grandes, ya que sus presas eran migratorias, y las persecuciones en un pequeño territorio hubieran significado invadir el territorio de otros clanes. La hiena manchada se propagó desde su territorio original a mediados del Pleistoceno y rápidamente colonizó una vasta región de Europa, el sur de África y China. Con el declive de las praderas hace doce mil quinientos años, Europa experimentó una masiva pérdida de hábitat de tierras bajas, favorable para las hienas manchadas, y el incremento de bosques mixtos. Las hienas manchadas, bajo estas circunstancias, tuvieron que competir con el lobo gris y los humanos que estaban adaptados tanto a los bosques como a las áreas abiertas y a los terrenos altos y bajos. La población de hienas manchadas comenzó a disminuir hace aproximadamente veinte mil años y desaparecieron completamente de Europa Occidental hace entre catorce mil y once mil años, y más temprano aún en algunas áreas.

## Géneros de hiénidos (extintos y actuales)

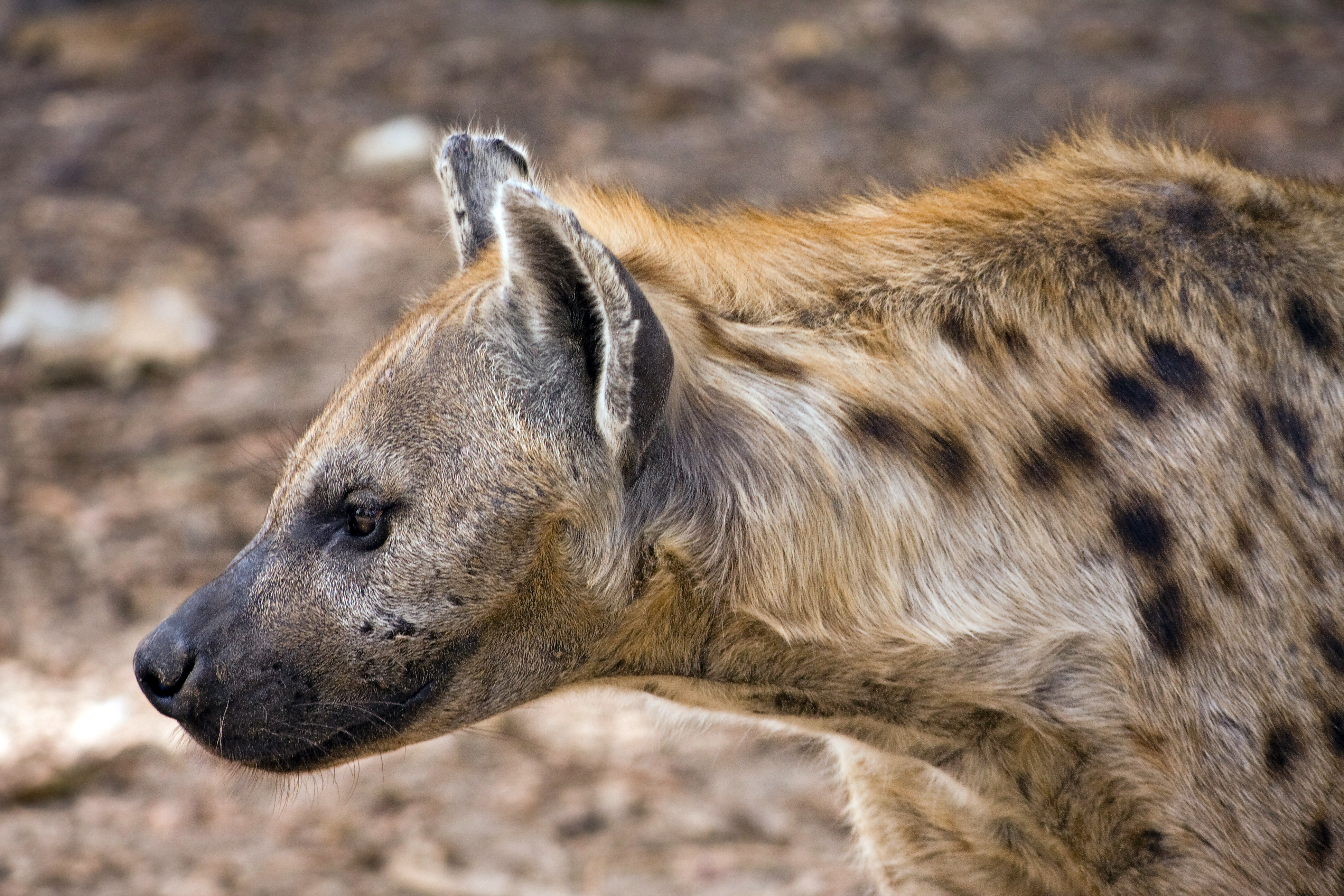
Ejemplar de hiena manchada (Crocuta crocuta) de la subfamilia Hyaeninae.

La siguiente lista contiene los géneros extintos según McKenna y Bells en Classification of Mammals (1997), y los géneros existentes según Wozencraft (2005) en Wilson y Reeders (editores) Mammal Species of the World. Los percrocútidos, en contraste con la clasificación de McKenna y Bell, no se incluyen como una subfamilia de Hyaenidae, considerando como una familia separada Percrocutidae. Adicionalmente la hiena parda (Hyaena brunnea) y sus parientes extintos no se incluyen en el género Pachycrocuta, ubicándose en su lugar en Hyaena. 
- Familia Hyaenidae
  - †Tongxinictis (Mioceno Medio de Asia)
  - †Subfamilia Ictitheriinae
    - †Herpestides (Mioceno Inferior de África y Eurasia)
    - †Plioviverrops (incluyendo Jordanictis, Protoviverrops, Mesoviverrops; Mioceno Inferior a Plioceno Inferior de Europa, Mioceno Superior de Asia)
    - †Ictitherium (sin. Galeotherium; incluyendo Lepthyaena, Sinictitherium, Paraictitherium; Mioceno Medio de África, Mioceno Superior a Plioceno Inferior de Eurasia)
    - †Thalassictis (incluyendo Palhyaena, Miohyaena, Hyaenictitherium, Hyaenalopex; Mioceno Medio a Superior de Asia, Mioceno Superior de África y Europa)
    - †Hyaenotherium (Mioceno Superior a ?Plioceno Inferior de Eurasia)
    - †Miohyaenotherium (Mioceno Superior de Europa)
    - †Protictitherium[12] (Mioceno Superior de Europa)
    - †Lychyaena (Mioceno Inferior de Eurasia)
    - †Tungurictis (Mioceno Medio de África y Eurasia)
    - †Proictitherium (Mioceno Medio de África y Asia, Mioceno Medio a Superior de Europa)

  - Subfamilia Hyaeninae
    - †Palinhyaena (Mioceno Superior de Asia)
    - †Ikelohyaena (Plioceno Inferior de África)
    - Hyaena (sin. Euhyaena, sin. Hyena; incluye Pliohyaena, Pliocrocuta, Anomalopithecus) Plioceno Inferior (?Mioceno Medio) hasta la época actual de África, Plioceno Superior (?Mioceno inferior) hasta el Pleistoceno Superior de Europa, Plioceno Superior hasta la actualidad en Asia
    - †Hyaenictis (Mioceno Superior de Asia?, Mioceno Superior de Europa, Plioceno Inferior (?Pleistoceno Inferior) de África)
    - †Leecyaena (Mioceno Superior y/o Plioceno Inferior de Asia)
    - †Chasmaporthetes (sin. Ailuriaena; incluyendo Lycaenops, Euryboas; Mioceno Superior hasta el Pleistoceno Inferior de Eurasia, Plioceno Superior o Pleistoceno Inferior de África, Plioceno Superior hasta el Pleistoceno Inferior de América del Norte)
    - †Pachycrocuta (Plioceno y Pleistoceno de Eurasia y África)
    - †Adcrocuta (Mioceno Superior de Eurasia)
    - Crocuta (sin. Crocotta; incluyendo Eucrocuta; Plioceno Superior hasta la época actual de África, Plioceno Superior hasta el Pleistoceno Superior de Eurasia)

  - Subfamilia Protelinae
    - Proteles (sin. Geocyon; Pleistoceno hasta la actualidad de África)

Cladograma con las especies actuales según Koepfli y colaboradores de 2003:

|  | Crocuta crocuta                                                      |
|  |                                                                      |
|  | \| \| Hyaena hyaena \| \| \| \| \| \| Parahyaena brunnea \| \| \| \| |
|  |                                                                      |
|  | Hyaena hyaena                                                        |
|  |                                                                      |
|  | Parahyaena brunnea                                                   |
|  |                                                                      |

|  | Hyaena hyaena      |
|  |                    |
|  | Parahyaena brunnea |
|  |                    |

|  | Crocuta crocuta                                                      |
|  |                                                                      |
|  | \| \| Hyaena hyaena \| \| \| \| \| \| Parahyaena brunnea \| \| \| \| |
|  |                                                                      |
|  | Hyaena hyaena                                                        |
|  |                                                                      |
|  | Parahyaena brunnea                                                   |
|  |                                                                      |

|  | Hyaena hyaena      |
|  |                    |
|  | Parahyaena brunnea |
|  |                    |

## Apariencia

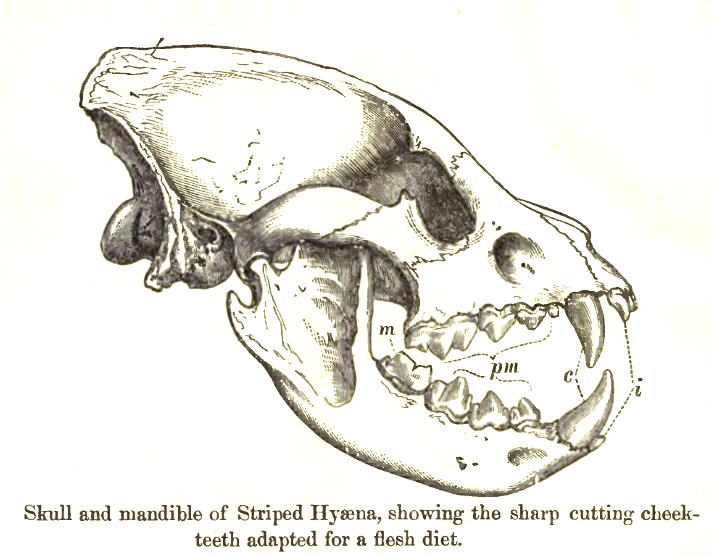
Cráneo de hiena rayada. Nótese los dientes carnasiales desproporcionadamente grandes y los premolares adaptados para romper huesos.

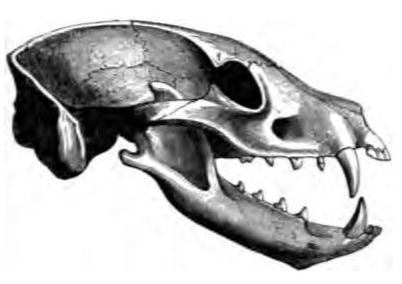
Cráneo de lobo de tierra. Nótese los molares y carnasiales bastante reducidos, carácter prestado de los insectívoros.

Los hiénidos tienen torsos relativamente cortos, son bastante grandes, con la apariencia de un lobo pero con los cuartos traseros bajos en relación con la cruz, de modo que la espalda desciende en forma notable hacia atrás. Los miembros anteriores son largos, los posteriores muy cortos y el cuello ancho y corto. Su cráneo se asemeja superficialmente al de los grandes cánidos, pero es mucho más grande y pesado, con la región facial más corta. Los hiénidos son digitigrados, con las extremidades anteriores y posteriores dotadas de cuatro dedos cada una con almohadillas plantares abultadas. Como los cánidos, los hiénidos tienen uñas cortas, romas y no retráctiles. Su pelaje es escaso y grueso muy poco desarrollado o ausente en la región ventral. La mayoría de las especies tienen una melena de pelo largo que se extiende sobre la cruz o sobre la cabeza. A excepción de la hiena manchada, los hiénidos tienen cubiertas de pelo rayadas probablemente heredadas de sus ancestros vivérridos. Las orejas son largas y tienen bordes basales simples y carecen de bursa marginal. La columna vertebral, incluyendo las vértebras cervicales, tiene movilidad limitada. Los hiénidos no tienen baculum. Poseen un par adicional de costillas en comparación con los cánidos y la lengua es parecida a la de los félidos y vivérridos. En la mayoría de las especies los machos son mayores que las hembras, a excepción de la hiena manchada, cuya hembra supera en peso y domina al macho. En esta última, y también a diferencia de los otros hiénidos, los genitales externos se asemejan bastante a los de los machos.
Su dentición es similar a la de los félidos, pero está más especializada para comer carroña y triturar huesos. Los carnasiales, especialmente los superiores, son muy fuertes y están desplazados hacia atrás hacia el punto de mayor presión de la mandíbula. Los otros dientes, a excepción de los molares superiores subdesarrollados, son fuertes, con bases amplias y bordes cortantes. Los caninos son cortos, pero gruesos y robustos. Labiolingualmente sus mandíbulas son más fuertes comparando los dientes caninos con los de los cánidos, dado que los hiénidos rompen huesos con sus dientes anteriores y premolares, a diferencia de los cánidos que lo hacen con sus molares post-carnasiales. La fuerza en sus mandíbulas es tal que se ha registrado que las hienas manchadas y rayadas pueden matar a un perro con una sola mordida en el cuello sin romperle la piel. La hiena manchada es famosa por su fuerte mordida en proporción a su peso, pero otros animales también son proporcionalmente fuertes (incluyendo el demonio de Tasmania). El lobo de tierra tiene molares muy reducidos, algunas veces ausentes en adultos, pero tiene la misma dentición de las otras tres especies. La fórmula dental para las especies de hiénidos es: {\displaystyle {\tfrac {3.1.4.1}{3.1.3.1}}}
Los hiénidos no tienen glándulas odoríferas en el perineo, pero tienen grandes bolsas de piel carente de pelo ubicadas en el orificio anal. Grandes glándulas anales se abren dentro y en la parte superior del ano. Posee muchas glándulas sebáceas, entre los orificios de las glándulas anales y por encima de ellas, que producen una secreción cremosa blanca la cual se adhiere a los tallos de hierba. El olor de esta secreción es muy fuerte, tiene olor a jabón en ebullición o quemado, y puede ser detectado por los humanos a varios metros con el viento a favor. Las secreciones son usadas principalmente para marcar territorio, aunque tanto el lobo de tierra como la hiena rayada la rocíen al ser atacados.
Una peculiaridad de la hiena moteada reside en el órgano reproductor de la hembra al poseer un clítoris eréctil, de tal forma que suele complicar la diferenciación entre géneros de los hiénidos ya que incluso poseen un falso escroto.

## Comportamiento

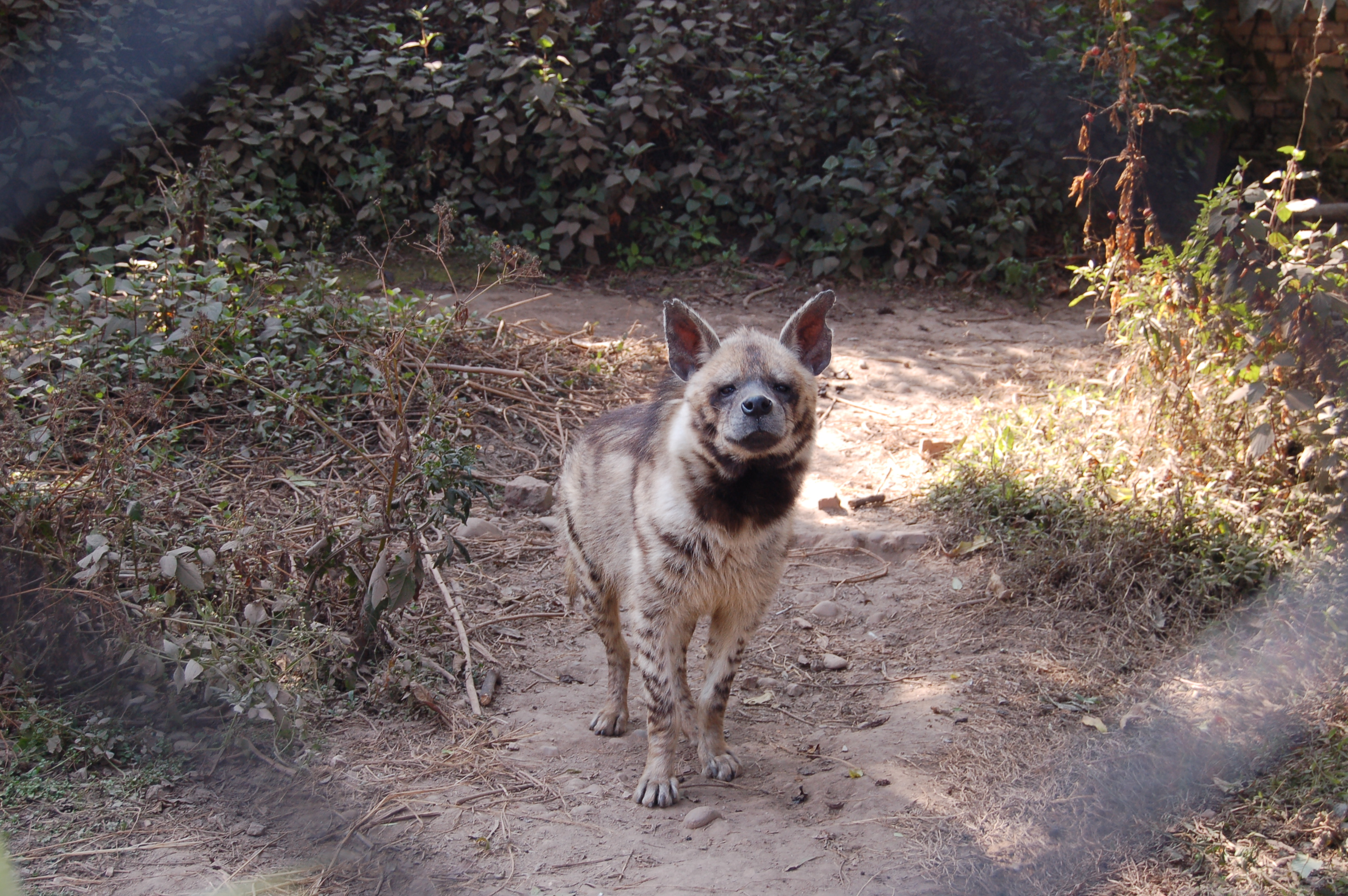
Hiena rayada en el Zoo central de Nepal.

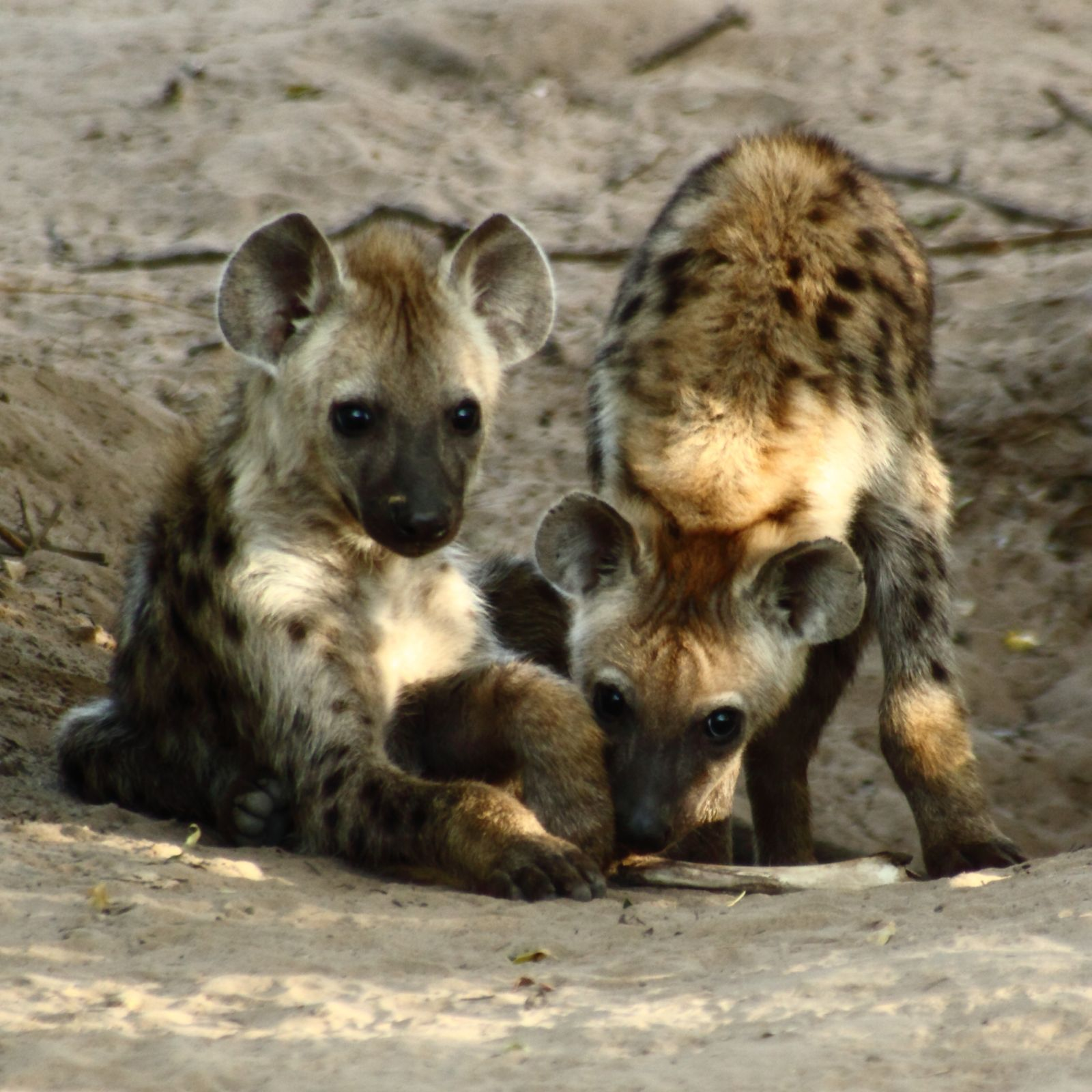
Cachorros de hiena manchada en su guarida.

Los hiénidos se acicalan como felinos o vivérridos y su manera de lamerse los genitales es similar a la del gato (sentado en su parte trasera, sus piernas, una abierta verticalmente hacia arriba). De cualquier manera, como otros feliformes, no se «lavan» la cara. Defecan de la misma manera que otros carnívoros, pero a diferencia de los cánidos, nunca levantan la pata cuando orinan; esta acción no es utilizada para marcar territorio. En su lugar, los hiénidos marcan territorio con sus glándulas anales, un rasgo que se encuentra también en los vivérridos y mustélidos, pero no en cánidos o félidos. Al ser atacados por leones o perros, los hiénidos rayados y marrones aparentarán la muerte, aunque la hiena manchada se defenderá ferozmente. La hiena manchada es muy vocalizadora, produciendo un numeroso repertorio de gritos, gruñidos, quejidos, sonidos bajos, alaridos, rugidos, risas y gemidos. La hiena rayada es comparativamente más silenciosa, sus vocalizaciones se limitan a risas de parloteo y aullidos.
El apareamiento implica un número de cortos intervalos de copulación, a diferencia de los cánidos entre los que hay una sola y elaborada copulación. Los cachorros de la hiena manchada nacen casi totalmente desarrollados, aunque carecen de las marcas de los adultos. En contraste los cachorros de la hiena rayada, nacen con las marcas de los adultos, con ojos cerrados y grandes orejas. Las hienas no regurgitan comida para sus pequeños y los machos adultos de las hienas manchadas no participan en la crianza, mientras que los machos de las hienas rayadas sí lo hacen.
La hiena rayada es primordialmente carroñera, a veces puede atacar y matar algún animal que sea inferior en tamaño, y complementa su dieta con frutos. La hiena manchada es ocasionalmente carroñera, ataca en conjunto a ungulados de mediano a gran tamaño que son perseguidos hasta el agotamiento y luego desmembrados vivos, de la misma forma que lo hacen los cánidos. El lobo de tierra es primariamente insectívoro, especializado en termitas del género Trinervitermes y Hodotermes, que consume lamiéndolas con su larga y ancha lengua. Un lobo de tierra puede comer 300 000 Trinervitermes en una sola sesión.
El comportamiento social de las hienas manchadas es más complejo que el de otros carnívoros y se ha informado que tienen similares características a los primates Cercopithecinae con respecto al tamaño del grupo, estructura, competición y cooperación. Una indicación de la inteligencia de las hienas es que trasladan su presa muerta para protegerla de carroñeros. Otra indicación es su modo estratégico de caza.

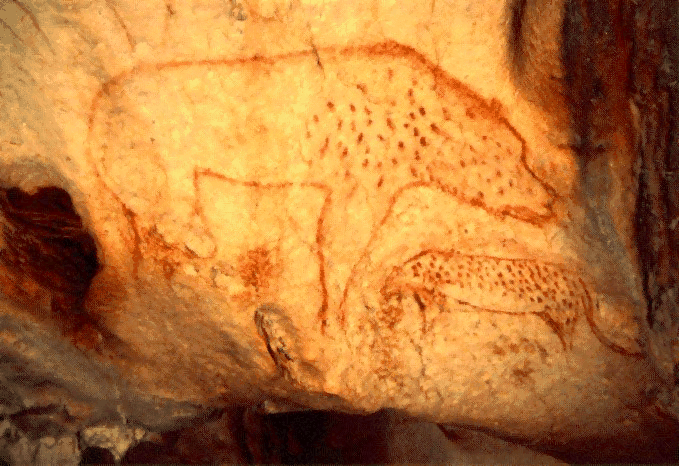
Pintura rupestre de una hiena, encontrada en la Cueva de Chauvet, Francia, en 1994.

## Hábitat y distribución
Tres de las cuatro especies de hienas están restringidas al África subsahariana, donde viven en un hábitat de sabana,  matorrales y desierto. La cuarta especie, la hiena rayada, se encuentra en el norte y este de África, así como en Oriente Medio hasta India.